# 菊地駿弥
菊地 駿弥（きくち しゅんや、1998年7月26日 - ）は、日本の陸上競技選手。中国電力陸上競技部所属。栃木県宇都宮市出身。城西大学経営学部卒業。

## 経歴・人物
中学校は宇都宮市立清原中学校、高校は作新学院高等学校の出身である。兄の聡之も城西大学で箱根駅伝を3度走っている。聡之の卒業と入れ替わるようにして、駿弥は入学した。

### 大学時代
2017年、城西大学に入学した。1年時の1月に開催された第94回箱根駅伝では兄も1年時に走った6区を担当したが区間17位で順位を3つ落とした。しかし、城西大学は7区以降で順位を上げ7位でフィニッシュし、3年ぶりにシード権を獲得した。2年時は三大駅伝の出走はなかった。3年時の第96回箱根駅伝予選会では城西大学は15位で本戦出場を逃した。11月の第51回全日本大学駅伝では2区を出走。トップで襷を受けたが区間12位で順位を7位に落とした。4年時の第97回箱根駅伝予選会では日本人4位の個人8位で走り、城西大学も3位通過で2年ぶりに本戦出場を果たした。11月の第52回全日本大学駅伝では昨年に続けて2区を走った。2位で襷を受けると区間2位の走りでチームをトップに押し上げた。3年ぶりの出場となった第97回箱根駅伝では2区を走った。

### 実業団時代
2023年1月1日の第67回全日本実業団対抗駅伝では3区を走り、区間6位で11人を抜き9位に浮上した。12月10日に開催された第107回日本陸上競技選手権大会では10000mに出場し、27分47秒76の自己ベストで9位だった。2024年1月1日に行われた第68回全日本実業団対抗駅伝では初の最長区間となる2区を担当し、区間3位の走りで24人抜きを達成した。1月21日の第29回全国都道府県対抗男子駅伝では最終7区を走り、区間2位で13人抜きを記録した。1月19日に行われた第30回全国都道府県対抗男子駅伝では栃木県チームとして出場した過去2大会とは異なり、広島県チームで出場した。3年連続の出走となった7区で自身初の区間賞を獲得し、総合4位でフィニッシュした。

## 戦績・記録

### 主な戦績
| 年     | 大会                           | 種目(区間)     | 順位    | 記録          | 備考         |
| ------ | ------------------------------ | -------------- | ------- | ------------- | ------------ |
| 2019年 | 第96回箱根駅伝予選会           | ハーフマラソン | 31位    | 1時間04分28秒 |              |
| 2020年 | 第97回箱根駅伝予選会           | ハーフマラソン | 8位     | 1時間01分45秒 |              |
| 2023年 | 第28回全国都道府県対抗男子駅伝 | 7区            | 区間8位 | 37分55秒      | 栃木県チーム |
| 2023年 | 第11回大阪マラソン             | マラソン       | 21位    | 2時間08分20秒 |              |
| 2023年 | 第107回日本陸上競技選手権大会  | 10000m         | 9位     | 27分47秒76    |              |
| 2024年 | 第29回全国都道府県対抗男子駅伝 | 7区            | 区間2位 | 37分35秒      | 栃木県チーム |
| 2024年 | 第9回NITTAIDAI Challenge Games | 5000m          | 9位     | 13分29秒88    |              |
| 2025年 | 第30回全国都道府県対抗男子駅伝 | 7区            | 区間賞  | 36分58秒      | 広島県チーム |
| 2025年 | 第13回大阪マラソン             | マラソン       | 7位     | 2時間06分06秒 |              |

### 大学三大駅伝戦績
| 学年               | 出雲駅伝                 | 全日本大学駅伝               | 箱根駅伝                          |
| ------------------ | ------------------------ | ---------------------------- | --------------------------------- |
| 1年生 （2017年度） | 第29回 不出場            | 第49回 ー － ー 出走なし     | 第94回 6区-区間17位 1時間01分06秒 |
| 2年生 （2018年度） | 第30回 ー － ー 出走なし | 第50回 ー － ー 出走なし     | 第95回 ー － ー 出走なし          |
| 3年生 （2019年度） | 第31回 不出場            | 第51回 2区-区間12位 32分12秒 | 第96回 不出場                     |
| 4年生 （2020年度） | 第32回 （開催中止）      | 第52回 2区-区間2位 31分37秒  | 第97回 2区-区間11位 1時間08分12秒 |

### 実業団駅伝戦績
| 年度                   | 大会                   | 区間     | 区間順位 | 記録          | 総合順位 | 備考       |
| ---------------------- | ---------------------- | -------- | -------- | ------------- | -------- | ---------- |
| 2021年度 （入社1年目） | 第60回中国実業団駅伝   | 1区      | 区間4位  | 38分11秒      | 2位      |            |
| 2021年度 （入社1年目） | 第66回ニューイヤー駅伝 | 出走なし | 出走なし | 出走なし      | 16位     |            |
| 2022年度 （入社2年目） | 第61回中国実業団駅伝   | 6区      | 区間賞   | 56分20秒      | 優勝     |            |
| 2022年度 （入社2年目） | 第67回ニューイヤー駅伝 | 3区      | 区間6位  | 38分10秒      | 17位     |            |
| 2023年度 （入社3年目） | 第62回中国実業団駅伝   | 6区      | 区間賞   | 55分16秒      | 優勝     | 区間新記録 |
| 2023年度 （入社3年目） | 第68回ニューイヤー駅伝 | 2区      | 区間3位  | 1時間02分22秒 | 10位     |            |
| 2024年度 （入社4年目） | 第63回中国実業団駅伝   | 6区      | 区間4位  | 57分48秒      | 2位      |            |
| 2024年度 （入社4年目） | 第69回ニューイヤー駅伝 | 2区      | 区間5位  | 1時間02分23秒 | 19位     |            |

## 自己ベスト
- 5000m - 13分29秒88（2024年6月2日：第9回NITTAIDAI Challenge Games）
- 10000m - 27分47秒76（2023年12月10日：第107回日本陸上競技選手権大会）
- ハーフマラソン - 1時間00分57秒（2024年2月11日：第52回全日本実業団ハーフマラソン）
- マラソン - 2時間06分06秒（2025年2月24日：第13回大阪マラソン）